# Neas Energy
Neas Energy ist ein dänisches Energieversorgungsunternehmen. Es handelt mit elektrischer Energie, Erdgas und Emissionsrechten im europäischen Energiemarkt und ist spezialisiert auf die Optimierung und das Erzeugungsmanagement von erneuerbaren Energien (Windenergie, Solarenergie und Wasserkraft). Der Sitz des Unternehmens liegt in der dänischen Stadt Aalborg, es ist jedoch auf dem gesamten europäischen Markt tätig. Neas hat ein Portfolio von über 6.546 MW installierte Kapazitäten aus erneuerbaren Energien, 2.100 MW installierte Kapazitäten in KWK-Anlagen und versorgt Verbraucher mit einer jährlichen Energiemenge von 1,1 TWh. Außerdem handelt das Unternehmen mit Erdgas, Herkunftsnachweisen (GoOs) und anderen Zertifikaten (RECS, ROCS, VERs usw.), die Angaben über die Nutzung von erneuerbaren Energien und zum Schadstoffausstoß liefern. Neas unterstützt den Globalen Pakt der Vereinten Nationen.

## Geschichte
Neas Energy wurde 1998 als Nordjysk Elhandel A/S von vier dänischen Energieversorgungsunternehmen gegründet; AKE Net (Aalborg), Nyfors Enterprise A/S (Brønderslev), Frederikshavn Forsyning A/S (Frederikshavn) und Thy-Mors Energi Holding A/S (Nykøbing Mors). Die Geschäftsfelder liegen seit der Gründung im Energiehandel, Risikomanagement und Marktmanagement für sowohl Produzenten als auch Konsumenten von Strom sowie Energieproduktionsmanagement und Portfoliomanagement. Am 15. April 2011 wurde es an eine Investitionsgruppe verkauft, die aus den privaten Investmentgesellschaften SEBC Holding ApS und Dreisler Invest A/S sowie aus Führungskräften von Nordjysk Elhandel A/S besteht. Gleichzeitig wurde aus dem Akronym der alten Bezeichnung der neue Unternehmensname Neas Energy geschaffen. Der Konzernobergesellschaft Neas Holding A/S gehören 100 % der Aktien von Neas.
2016 wurde NEAS für 1,6 Mrd. DKK vom britischen Energieunternehmen Centrica plc. übernommen.

## Management
Bo Lynge Rydahl ist der Vorstandsvorsitzende (CEO), Karsten Sivebak Knudsen der Aufsichtsratsvorsitzende.